# Пловдивски учителски институт
Пловдивският учителски институт е педагогическо училище в Пловдив и първото училище за следгимназиално обучение в града. Пловдивският университет е правоприемник на института.

## История
По сведения в докладите на европейските консули в Пловдив още през 1868 г. в града са се водили разговори за откриване на университет, но идеята не е осъществена. През 1885 г. е утвърден правилник на планирания университет на Източна Румелия в града, назначени са преподавателите от Европа, изготвена е учебната му програма и е уточнена датата на откриването. Съединението и започването на Сръбско-българската война провалят тези планове.
През 1909 г., в Пловдив е открит Висш педагогически курс. Заедно с подобни курсове открити по същото време в София и Русе, курсът цели научна и педагогическа подготовка на учители за прогимназиалните училища. Отначало курсът е клон на Пловдивската мъжка гимназия и се разполага в помещенията ѝ. Тогавашният директор на гимназията Г. Разлогов е директор и на курса. През първата година от 80 кандидата са приети 16 момичета и 14 момчета.
На 30 октомври 1914 г. курсът се отделя от гимназията и директор е П. Шеханов. Същата година към курса се открива образцова гимназия с три класа – 72 ученика, 3 учителки и 2 учители като продължава да се използва основно сградата на мъжката гимназия, но е наето и частно здание. По-късно сградата е закупена.
В началото на 1919/1920 г. към курса се открива историко-филологически отдел. В него се записват 74 момичета и 46 момчета. През 1921 г. с новия Закон за народното просвещение, Висшите педагогически курсове в България са преименувани на Учителски институти. Освен историко-филологически отдел Пловдивският има още два отдела – природо-химически и физико-математически. До 1933 г. са използвани специализираните кабинети по физика, химия и ръчна работа на мъжката гимназия.
До 1931/1932 г. приемът в института е базиран на класиране по успеха от зрелостните свидетелства. След това се въвежда планов прием, чрез подбор от преподавателския съвет по правила, одобрени от Министерството на народното просвещение. Директор по това време е Илия Енчев. През учебната 1933/1934 г. институтът избира за свой патрон патриарха на българските учители Неофит Рилски и за първи път чества своя патронен празник на 3 февруари 1934 г. През първите 29 години от своето съществуване институтът е подготвил 1016 учителки и 928 учители. През 1937/1938 г. обучението в института е двугодишно, като в него се обучават 260 курсисти, а в образцовата гимназия – 260 ученика в три класа.
През 1961 г. с Указ № 264 на президиума на Народното събрание Пловдивският учителски институт е преобразуван във Висш педагогически институт по природо-математически науки. Пръв ректор на института е професор Живко Ламбрев. На 13 януари 1972 г. излиза Указ № 24 на Държавния съвет, според който Висшият педагогически институт по природо-математически науки се преобразува в Пловдивски университет.